# Jorra
Jorra (em tibetano: སྦྱོར་ར་) é uma aldeia do Condado de Cona no sudeste da Região Autônoma do Tibete.